# IAI Heron
A Heron egy pilóta nélküli felderítő repülőgép, drón (UAV), amelyet az izraeli IAI vállalat fejleszt és gyárt. A drón elsődleges funkciója elektronikai felderítés, megfigyelés (ELINT, SIGINT). A Heron legújabb MK II-e verziója leszállás nélkül 45 órán keresztül képes végezni feladatát. A Heron drónt az izraeli légierő mellett még további 20 ország légiereje alkalmazza. 